# São Vicente Férrer (Maranhão)
São Vicente Ferrer é um município brasileiro do estado do Maranhão. Localiza-se a uma latitude 02º53'39" sul e a uma longitude 44º52'49" oeste, estando a uma altitude de 16 metros. Sua população é de 19,498 habitantes (Censo 2022). Possui uma área de 394,634 km².

## História
As terras do município começaram a ser povoadas no final do século XVIII. Seus primeiros habitantes vieram dos Municípios vizinhos, atraídos pela fertilidade do solo, próprio para a lavoura e criação, alojando-se em locais diversos, notadamente no lugar Tapuia. A freguesia surgiu em 1805, pertencente ao Município de São Bento. A paróquia de São Vicente de Férrer foi criada em 1834. Logo após a criação do município, em 1856, surgiram questões de limites com o de Viana, dando origem a várias leis e decretos-leis sobre o assunto, entre as quais a de 31 de maio de 1860, que criou o distrito de São Vicente de Férrer, e a de 1861 que Ihe tirou a autonomia municipal. Finalmente a de n.° 300, de 15 de setembro de 1939, resolveu definitivamente o litígio. Com terras dos Municípios de São Bento e Viana, surgiu, pela segunda vez, em 1864, o atual São Vicente de Férrer, que completou, a 1.° de junho de 1964, o seu primeiro centenário.
Gentílico: vicentino

### Formação Administrativa
Distrito criado com a denominação de São Vicente de Férrer, pela Provisão Regia de 07-11-1805, subordinado ao município de São Bento dos Perizes.
Elevado à categoria de vila com a denominação de São Vicente de Férrer, pela lei provincial nº 432, de 27-08-1856, desmembrado de São Bento dos Perizes. Sede na vila de São Vicente de Férrer. Instalado em 02-12-1858.
Pela lei provincial nº 625, de 27-09-1861, é extinta a vila de São Vicente de Férrer, sendo seu território anexado ao município de São Bento dos Perizes. Elevado novamente à categoria de município com a denominação de São Vicente de Férrer, pela lei provincial nº 678, de 01-06-1864.
Em divisão administrativa referente ao ano de 1911, o município aparece constituído de 2 distritos: São Vicente de Férrer e Jabotituba. Em divisão administrativa referente ao ano de 1933, o município aparece constituído do distrito sede. Não figurando o distrito de Jabotituba. Assim permanecendo em divisões territoriais datadas de 31-XII-1936 e 31-XII-1937. Pela lei estadual nº 269, de 31-12-1948, é criado o distrito de Ibipeuara e anexado ao município de São Vicente de Férrer.
Em divisão territorial datada de 1-VII-1950, o município é constituído de 2 distritos: São Vicente de Férrer e Ibipeuara. Pela lei estadual nº 797, de 19-11-1952, desmembra do município de São Vicente de Férrer o distrito de Ibipeuara. Elevado à categoria de município com a denominação de São João Batista, anulado pelo Acórdão do Superior Tribunal Federal, de 27-12-11954, (Representação nº 198). Sendo seu território anexado novamente no município de São Vicente de Férrer.
Em divisão territorial datada de 1-VII-1955, o município é constituído de 2 distritos: São Vicente de Férrer e Ibipeuara. Pela lei estadual nº 1608, de 14-06-1958, desmembra do município de São Vicente de Férrer o distrito de Ibipeuara. Elevado à categoria de município com a denominação de São João Batista.
Em divisão territorial datada de 1-VII-1960, o município é constituído do distrito sede. Assim permanecendo em divisão territorial datada de 2005.

## Geografia
Localizada a 275 quilômetros de São Luís, São Vicente Férrer fica na região conhecida como Baixada Ocidental Maranhense. Essa região, de clima quente e úmido, se caracteriza pela presença de campos baixos que alagam na estação das chuvas, formando enormes lagoas entre os meses de janeiro e julho. A principal atividade econômica é a criação de gado, complementada pelas lavouras de mandioca, arroz e milho. A vegetação predominante no município é a mata de palmeiras, sobretudo babaçu, açaí, buriti, bacaba, tucum e guarimã. O núcleo urbano de São Vicente de Férrer é uma povoação bastante modesta, que não dispõe de rede de esgotos. Segundo dados do IBGE, a taxa de alfabetização é de 66,30%. A maioria de seus habitantes recebe apenas um salário mínimo mensal ou menos.